# Acherontides leo
Acherontides leo är en urinsektsart som beskrevs av Palacios-Vargas och Gnaspini-Netto 1992. Acherontides leo ingår i släktet Acherontides och familjen Hypogastruridae. Inga underarter finns listade i Catalogue of Life.